# Liste der sächsischen Gesandten in Neapel
Liste der sächsischen Gesandten im Königreich Neapel und dem Königreich beider Sizilien (Neapel-Sizilien). 

## Gesandte

### Kursächsische Gesandte
1738: Aufnahme diplomatischer Beziehungen

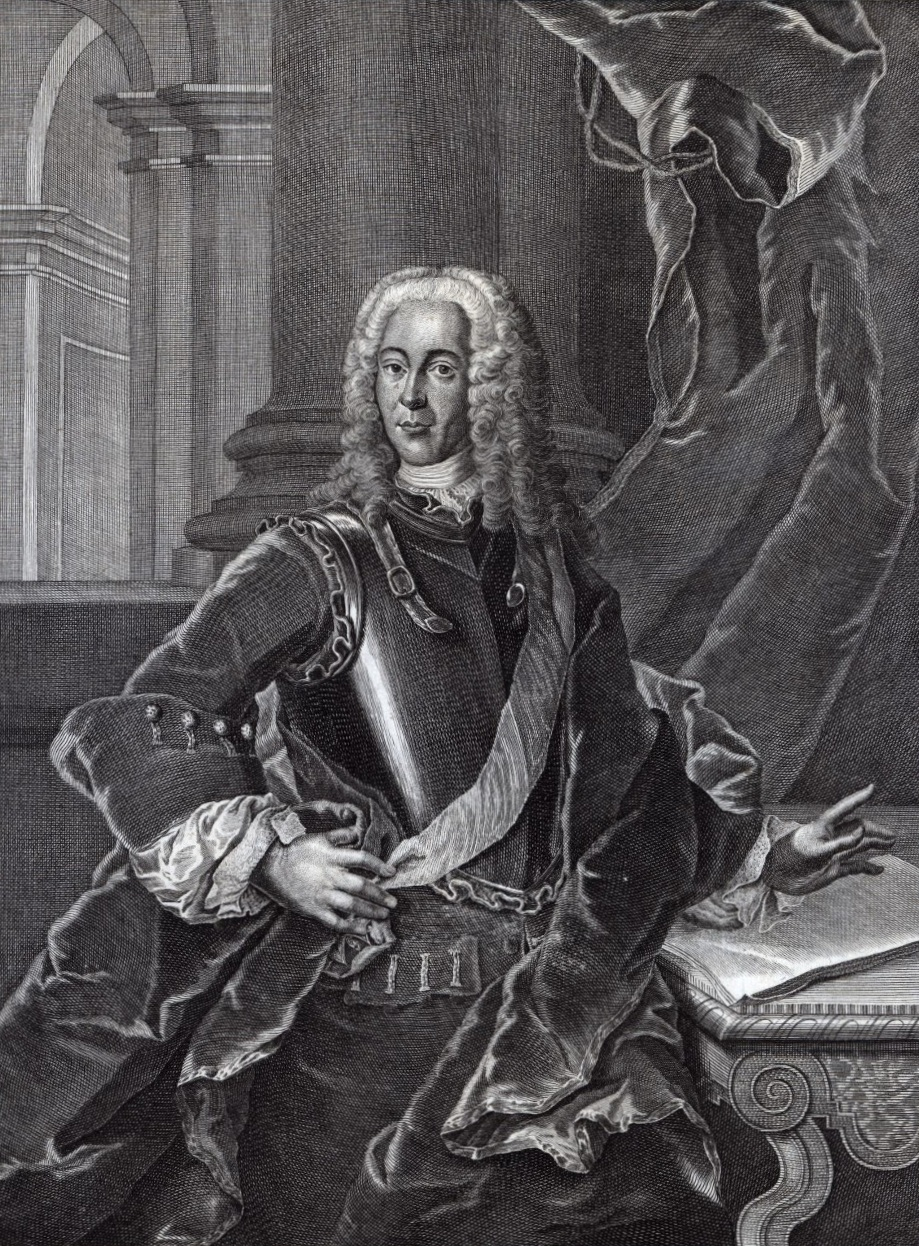
Joseph Anton Gabaleon von Wackerbarth-Salmour

- 1738–1739: Joseph Anton Gabaleon von Wackerbarth-Salmour (1685–1761)
- 1739–1749: Giuseppe di Salvatico
- 1749–1751: Alexius von D’Ollone
- 1751–1758: Friedrich Gottlob Adolph von Warnsdorff
- 1758–1769: Antonio di Palumbo

### Königlich-Sächsische Gesandte
1859: Aufnahme diplomatischer Beziehungen
- 1859–1865: Wilhelm Bogislav Kleist vom Loß (1792–1860)

1861: Proklamation des Königreich Italien, 1865: Auflösung der Gesandtschaft